# Pawilon nr 15 MTP
Pawilon nr 15 – nieistniejący, modernistyczny pawilon targowy, zlokalizowany w północno-zachodniej części MTP w Poznaniu.
Obiekt powstał w latach 1961-1962 według projektu Józefa Jędrzejczaka (Poznańskie Biuro Projektów Budownictwa Przemysłowego) i był jednym z najbardziej nietypowych na terenach targowych, mając formę wieżowca, połączonego z pawilonem nr 16. Budynek miał siedem kondygnacji i był w dużym stopniu przeszklony. Elewację ożywiały elementy wykończenia w formach geometrycznych i charakterystyczny okap nad częścią dachu. Rytmika kondygnacji była zróżnicowana i rozdzielona klatką schodową (piętra obu części wypadały w połowie sąsiednich, tworząc jedenaście niezależnych, trapezoidalnych półpięter). Rzut budynku był 8-boczny.
Pawilon służył eksponowaniu towarów o niewielkich rozmiarach i masie, np. różnego rodzaju dóbr konsumpcyjnych i precyzyjnych. Obecnie w miejscu pawilonów 15 i 16 stoi, powstały w pierwszej dekadzie XXI wieku pawilon nr 6A.